# Linia kolejowa Cottbus – Frankfurt (Oder)
Linia kolejowa Cottbus – Frankfurt (Oder) (Bahnstrecke Cottbus – Frankfurt (Oder)) – jednotorowa magistrala kolejowa w południowo-wschodniej części landu Brandenburgia, wybudowana przez spółkę Cottbus-Großenhainer Eisenbahn-Gesellschaft.
Do użytku oddana 31 grudnia 1876. Przebiega z Chociebuża przez Peitz do Frankfurtu nad Odrą. Rozstaw torów wynosi 1435 mm.